# 17-acetato de medroxiprogesterona
El 17-acetato de medroxiprogesterona (también conocido como acetato de medroxiprogesterona o MPA, del inglés: medroxyprogesterone acetate, disponible bajo la marca comercial Depo Provera) es una progestina, una variante sintética de la hormona humana progesterona. Se utiliza como un anticonceptivo, en terapia de sustitución hormonal y para el tratamiento de endometriosis como también varias otras indicaciones. También puede ser prescrita en terapias de sustitución hormonal en mujeres transgénero.
El MPA es un derivado más potente de su progenitor alcohol medroxiprogesterona. Mientras que la medroxiprogesterona es algunas veces usada como un sinónimo de 17-acetato de medroxiprogesterona, lo que normalmente se administra es 17-acetato de medroxiprogesterona y no medroxiprogesterona.

## Historia
El 17-acetato de medroxiprogesterona fue descubierto independientemente en 1956 por Syntex y The Upjohn Company.

### Efecto
La inyección está diseñada para permanecer en el cuerpo de la mujer por un lapso de tres meses. Los componentes activos de la inyección inhiben en el cerebro la actividad hormonal que estimula a los ovarios para que liberen un huevo cada mes, de modo que no se dé el embarazo. Las aplicaciones deben ser precisas cada tres meses. Al abandonar la inyección, la fertilidad se recupera rápidamente.

### Seguridad
La Depo-Provera es uno de los métodos anticonceptivos hormonales más efectivos, con una seguridad de 99%, comparado a las pastillas orales y a la ligadura de trompas.

### Efectos secundarios
Las mujeres que se aplican la Depo-Provera pueden experimentar efectos secundarios tales como: ausencia completa o irregularidad de la menstruación, dolores de cabeza, aumento de peso por retención de líquido, irritabilidad, molestias abdominales y vértigo.

### Contraindicaciones
- Enfermedades de hígado.
- Historial de derrame cerebral, embólia o trombosis.
- Embarazo.
- Cáncer de mama o de los órganos reproductivos.
- Intolerancia al activo del medicamento.
- Sangrado vaginal de origen desconocido.